# David Heneker
Pour les articles homonymes, voir Heneker.
David Heneker  né le 31 mars 1906 à Southsea et mort le 30 janvier 2001 à Bridell, Ceredigion, était un écrivain et compositeur de musique et de comédies musicales britanniques. Il est surtout connu pour avoir créé la musique et paroles pour Half a Sixpence.

## Vie et carrière
Heneker est né à Southsea, en Angleterre, en mars 1906, le fils aîné du Lieutenant-colonel William Heneker, un stratège militaire et tacticien militaire remarquable, qui servira plus tard avec distinction. en Première Guerre mondiale, atteignant le grade de général. Il s'est marié à Ellen Hope et Gwenol Satow. Il est décédé le 30 janvier 2001 à Cardigan, Wales, Royaume-Uni.
Formé à Wellington et Sandhurst, Heneker a suivi son père dans une carrière militaire. Il a servi comme officier de cavalerie dans l'armée britannique de 1925 à 1937, et de nouveau dans le War Office de 1939 à 1948, atteignant le grade de Brigadier.
Il est devenu attiré par une deuxième carrière dans la musique après s'être familiarisé avec la partition de Noël Coward, Bitter Sweet (en), tout en se remettant d'un accident d'équitation en 1934. Sa première chanson publiée a été interprétée par Merle Oberon dans le film The Broken Melody. Parmi ses compositions, il y avait le Gracie Fields hit de guerre The Thing-Ummy Bob. Après avoir démissionné de sa commission en 1948, il est devenu chanteur lounge au Embassy Club, tout en poursuivant son écriture.
En 1958, l'écrivain Wolf Mankowitz a invité Heneker à travailler avec lui et Monty Norman sur la partition de Expresso Bongo, et, à partir de là, Heneker a tourné ses talents au théâtre musical, produisant une série de West End spectacles à succès. La même année, il contribue aux paroles anglaises de la comédie musicale française de 1956 Marguerite Monnot Irma la Douce. Le spectacle a été transféré au Théâtre de Broadway deux ans plus tard et a été nommé pour un Tony Award. Après avoir collaboré à nouveau avec Norman sur Make Me An Offer en 1959, Heneker a vu ses plus grands triomphes dans le West End avec la partition complète pour le véhicule Tommy Steele Half a Sixpence (1963) et une collaboration avec John Taylor sur « Charlie Girl » »(1965). Half a Sixpence lui a valu son deuxième succès à Broadway, gagnant cette fois deux nominations aux Tony Awards, pour Meilleure musique et la meilleure partition originale, tandis que « Charlie Girl » a connu une course de cinq ans dans le West End. Il a été le premier écrivain britannique à avoir présenté deux spectacles à Broadway qui ont duré plus de 500 représentations. Jorrocks (1966) et Popkiss (1972) ont eu moins de succès, mais il a repris la forme au milieu des années 1970 avec la charmante The Biograph Girl en 1980, collaborant à cette occasion avec Warner Brown. Sa dernière comédie musicale, Peg de 1984, une version musicale de la comédie Peg O 'My Hear de 1913, a eu moins de succès.

## Crédits de théâtre du West End
- Expresso Bongo (1958) - compositeur, parolier (conjointement avec Monty Norman)
- Irma la Douce (1958) - parolier
- Make Me an Offer (1959) - compositeur, parolier (conjointement avec Monty Norman)
- The Art of Living (1960) - compositeur, parolier (conjointement avec Monty Norman)
- Half a Sixpence (1963) - compositeur, parolier
- Charlie Girl (1965) - compositeur, parolier (conjointement avec John Taylor)
- Jorrocks (1966) - compositeur, parolier
- Phil the Fluter (1969) - compositeur, parolier
- Popkiss (1972) - compositeur, parolier
- The Biograph Girl (1980) - compositeur, parolier (conjointement avec Warner Brown)
- Peg (1984) - compositeur, parolier

## Travailler à Broadway
- Irma La Douce (1960) - Tony nomination pour  Meilleure comédie musicale 1961
- Half a Sixpence (1965) - Tony nominations pour  Meilleure comédie musicale et  du meilleur original Résultat 1965

## Sources
- Who's Who in Musicals
- Nécrologie - The Independent
- Nécrologie - Daily Telegraph